# Bahnhof Warszawa Zachodnia
Warszawa Zachodnia (dt.: Warschau West) ist ein Bahnhof in Warschau an der Grenze der Stadtbezirke Ochota und Wola. Er liegt an der Aleje Jerozolimskie und ist der westliche Bahnhof der Linia Średnicowa. Er wird von den PKP Polskie Linie Kolejowe betrieben und von den Eisenbahnunternehmen PKP Intercity, Polregio, Koleje Mazowieckie, Szybka Kolej Miejska sowie Warszawska Kolej Dojazdowa angefahren. Im Jahr 2023 nutzten ihn im Tagesdurchschnitt rund 22.200 Personen; damit war er der zwölft-meistfrequentierte Bahnhof Polens und der viertgrößte Warschaus. Warszawa Zachodnia ist gemessen an der Anzahl der verkehrenden Züge der größte Eisenbahnknotenpunkt Polens. Durchschnittlich passieren ihn täglich rund tausend Personenzüge unterschiedlicher Zuggattungen. Prognosen gehen davon aus, dass der Bahnhof im Jahr 2030 täglich von 120.000 Passagieren genutzt werden wird. Auch deshalb wird der Bahnhof seit 2020 umfangreich saniert und ausgebaut. Die Arbeiten sollen im dritten Quartal 2025 abgeschlossen werden.

## Geschichte
Der Bahnhof wurde bis zum Jahr 1933 auf einem Gelände errichtet, das als Teil des Güterbahnhofs des weiter ostwärts gelegenen Dworzec Wiedeński seit etwa der Wende zum 20. Jahrhundert Lokomotivschuppen mit Drehscheibe sowie ein Kohlendepot umfasste. Die Entscheidung zum Bau einer Bahnstation an der damaligen westlichen Stadtgrenze wurde 1919 getroffen. Sie erfolgte im Rahmen der Anlage einer direkten Verbindungsstrecke (Durchmesserlinie) für die Bahnhöfe im Osten und im Westen der Stadt, der Linia Średnicowa. Durch den Bau einer Eisenbahnbrücke über die Weichsel (Most Średnicowy) und die Untertunnelung der Innenstadt (Tunel Średnicowy) sollte eine Durchfahrt Warschaus ohne Umsteigen und Weichseltransfer über Straßenbrücken möglich werden. Die Fertigstellung und Eröffnung des neuen Bahnhofs – wenn zunächst auch ohne Bahnhofsgebäude – erfolgte zeitgleich mit der der Strecke im Jahr 1933. Zur Abfertigung wurde anfangs ein vorhandenes Gebäude an der ul. Skalmierzycka genutzt.
Warsazwa Zachodnia liegt zwischen den (später eingeführten) Haltepunkten Warszawa Ochota im Osten und Warszawa Włochy im Westen. Die Einfahrt zum Tunel Średnicowy befindet sich 1500 Meter ostwärts. Der Zugverkehr auf der Anlage wird von einem Kontrollraum aus gesteuert, der wegen seiner Form als „Grzyb“ (Pilz) bezeichnet wird und sich auf der Nordseite der Bahnsteige befindet.

### Zweiter Weltkrieg
Im Rahmen der Angriffe der deutschen Luftwaffe auf Warschau im September 1939 wurde der Bahnhof von Fliegerbomben getroffen und beschädigt.

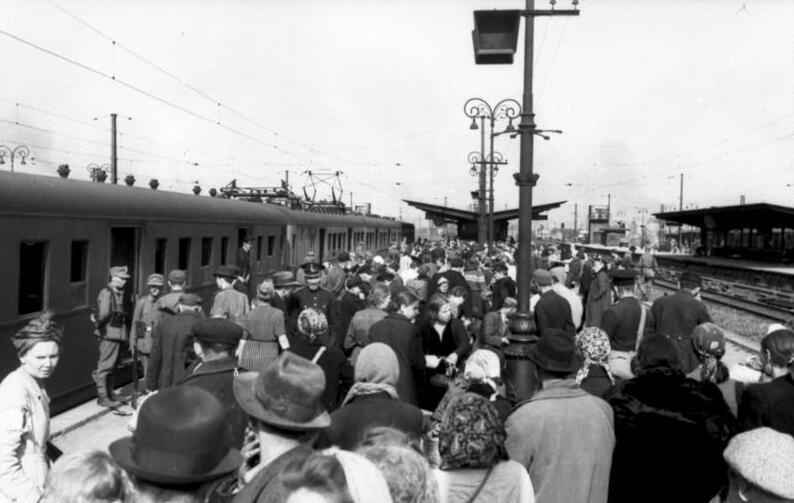
Deportation zum Durchgangslager 121 nach Pruszków, 1944

Während der deutschen Besatzungszeit im Zweiten Weltkrieg wurde auf dem Bahnhofsgelände ein Posten der  Bahnschutzpolizei unter dem als besonders grausam geltenden Kommandanten, Feldwebel Karl Schmalz eingerichtet. Dieser Posten wurde im Frühjahr 1944 im Rahmen der Operation „Panienka“ (bezugnehmend auf den Spitznamen von Schmalz: Fräulein) von einer Einheit der auf Sabotageakte und Anschläge spezialisierten Kedyw-Truppen der Polnischen Heimatarmee angegriffen; dabei wurden Schmalz und weitere fünf deutsche Bahnschutzpolizisten getötet. Der polnische Historiker Władysław Bartoszewski bezeichnete den Anschlag als den bestdurchgeführten seiner Art, obwohl er nicht so bekannt sei, wie der auf den SS- und Polizeiführer Warschaus, Franz Kutschera. Die Operation wurde später in polnischer Literatur und Film thematisiert.
Während und nach dem Warschauer Aufstand im Jahr 1944 gingen die meisten Eisenbahntransporte, mit denen Warschauer Bewohner in das Durchgangslager 121 nach Pruszków sowie in ein kleineres Lager im Stadtbezirk Ursus deportiert wurden, von Warszawa Zachodnia ab.
Die im Jahr 2002 aufgestellte und von polnischen nationalkonservativen Kreisen aufgegriffene Behauptung der Juristin Maria Trzcińska (1931–2011), in einem Tunnel im Bereich des Bahnhofsanlagen hätten sich Verbrennungsanlagen des Warschauer Konzentrationslagers befunden, wurden durch das Instytut Pamięci Narodowej widerlegt.

### Entwicklung bis 2020
Da im Krieg ein Teil der Bahnhofsgebäude zerstört worden war, wurde der Bahnhofsbetrieb in der Nachkriegszeit zunächst in provisorisch errichteten Gebäuden abgewickelt. In den 1970er Jahren wurden die Bahnsteige durch die Anlage eines unterirdischen Tunnels mit der Haltestelle der WKD (Warszawska Kolej Dojazdowa) und 1980 mit dem unmittelbar anschließenden Busbahnhof verbunden. Endgültige Oberflächengebäude entstanden als einfache Kuben aus Stahl und Glas.

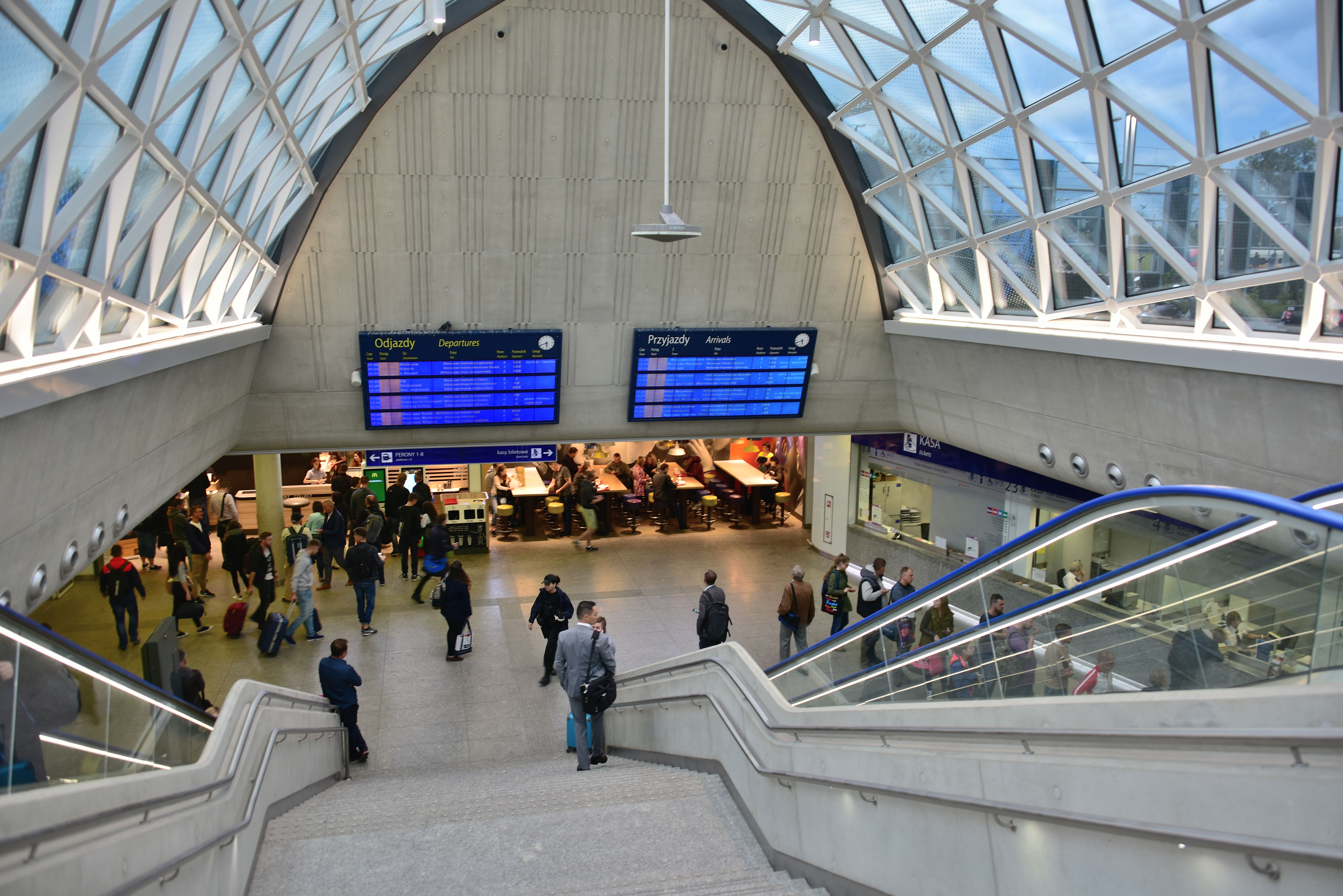
Zugang zur unterirdischen Bahnhofshalle, September 2017

Seit den 1980er Jahren verwahrloste die Anlage; notwendige Instandhaltungsarbeiten wurden kaum noch durchgeführt. Im Jahr 2011 unterzeichneten die PKP mit dem Immobilieninvestor HB Reavis einen Vertrag zur ersten öffentlich-privaten Partnerschaft im Schienenverkehrssektor Polens. Bis 2017 wurden der Bau der zwei Bürogebäude („West Station“) und der Neubau der unterirdischen Bahnhofshalle abgeschlossen. In dem bereits im Jahr 2016 fertiggestellten, direkt neben dem Haupteingang des Bahnhofs stehenden, 14-stöckigen Bürogebäude bezogen PKP, PKP Intercity und PKP Informatyka ihren Hauptsitz.

### Erweiterung und Modernisierung bis 2023
Seit dem Jahr 2020 wird die Bahnhofsanlage in Verbindung mit mehrjährigen Sanierungsarbeiten an der Linia Średnicowa umfangreich umgebaut. Ein Vertrag über die Durchführung von Sanierungs-, Modernisierungs- und Erweiterungsbauarbeiten wurde im Juli 2020 mit dem Bauunternehmen Budimex unterzeichnet. Das Projekt erstellte DWAA Architekci Studio. Die Bauarbeiten sollen im Jahr 2023 abgeschlossen sein, die Baumaßnahmen werden zum Teil aus EU-Mitteln finanziert. Die Arbeiten, an die wenigstens 70 Subunternehmen eingebunden sind, werden während des laufenden Zugbetriebes durchgeführt. Neben der Sanierung und teilweisen Verlegung der Gleisanlagen werden Bahnsteige barrierefrei umgebaut und ein zusätzlicher Bahnsteig errichtet. Die nur unzureichend überdachten acht Bahnsteige erhalten komplette Überdachungen, es werden zusätzliche Rolltreppen, Aufzüge und eine Fußgängerbrücke angelegt sowie die vorhandene Fußgänger-Unterführung von 8 auf 62 Meter verbreitert und verlängert. Ebenso wird der Bahnhof an eine Straßenbahnlinie angeschlossen, die eine Station unter dem Bahnhof erhalten wird. Dazu wird ein rund 500 Meter langer Tunnel in Deckelbauweise mit Schlitzwänden gebaut.

## Verkehrsanbindung

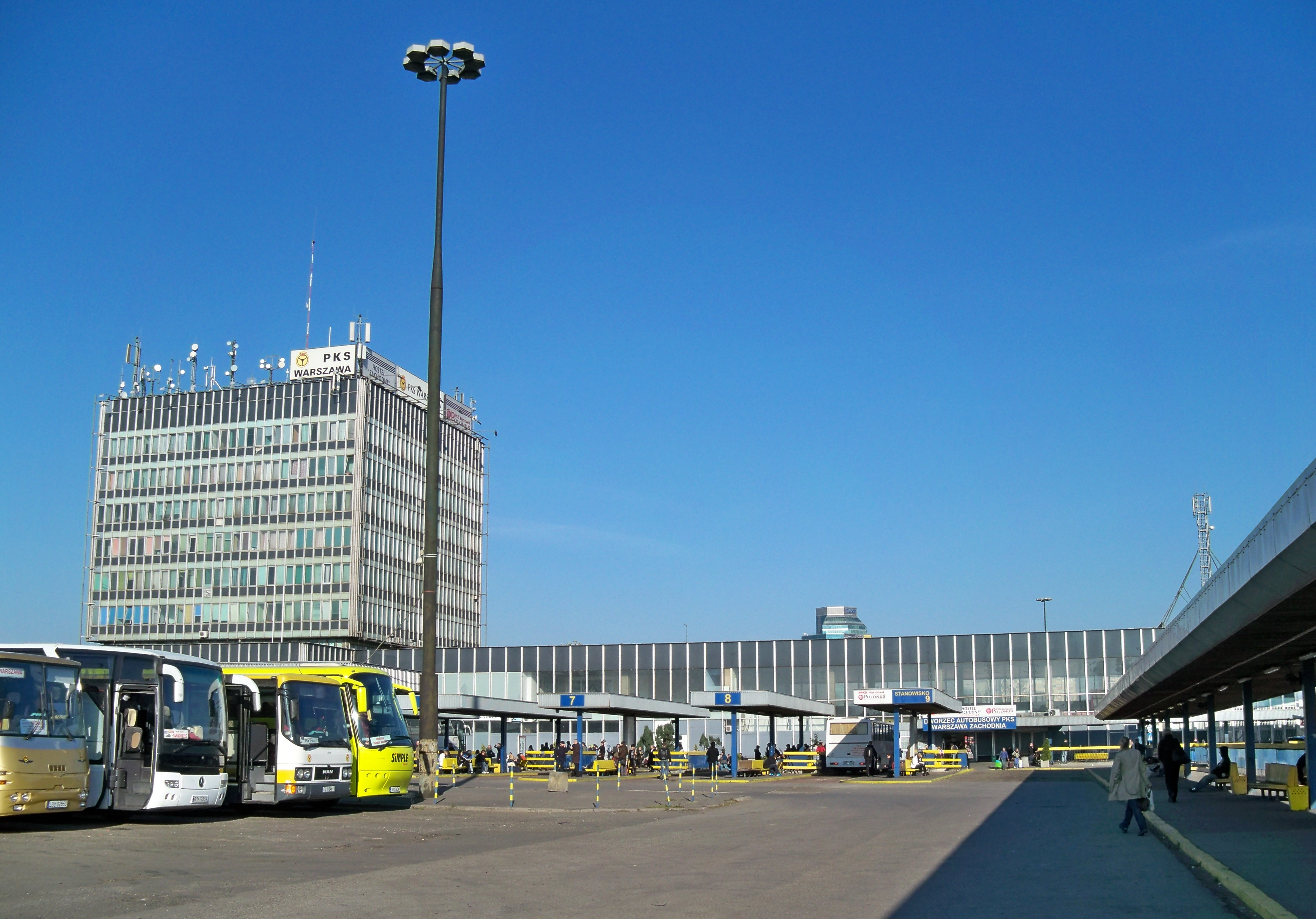
Der Busbahnhof

In unmittelbarer Nähe des Bahnhofs befinden sich der PKS-Bahnhof Warszawa Zachodnia sowie ein innerstädtischer Bushaltestellenkomplex (Rondo Zesłańców Siberskich). Der von Polonus betriebene Busbahnhof verfügt über 11 Abfahrtsstationen, Fahrkartenschalter, Gepäckaufbewahrung, Restaurant, Poststation und ein Hostel. Rund 3 Millionen Passagiere nutzen den Busbahnhof jährlich.